# Jean-François Gallini
Jean-François Gallini est un homme politique français né le 12 octobre 1860 à Ajaccio (Corse) et décédé le 20 avril 1923 à Tunis (Tunisie).
Avocat à Ajaccio, il est à la tête du journal "La Corse" et conseiller général du canton de Salice. Il quitte la Corse pour la Tunisie en 1888, et s'installe à Sousse. En 1896, il devient membre de Conférence consultative de la Régence, dont il est secrétaire entre 1906 et 1909. Il garde des attaches en Corse, où il est élu en 1909 conseiller général du canton de Vico, puis sénateur de la Corse entre 1920 et 1923.

## Source
- « Jean-François Gallini », dans le Dictionnaire des parlementaires français (1889-1940), sous la direction de Jean Jolly, PUF, 1960 [détail de l’édition]